# San Jacinto (Durango)
San Jacinto es una localidad del estado mexicano de Durango. Es parte del municipio de Lerdo.

## Toponimia
El nombre de la población hace referencia al santo patrono de la localidad: Jacinto de Cracovia.

## Demografía
| Gráfica de evolución demográfica |
|                                  |

| Censo | Población |
| ----- | --------- |
| 1900  | 947       |
| 1910  | 594       |
| 1921  | 275       |
| 1930  | 456       |
| 1940  | 443       |
| 1950  | 499       |
| 1960  | 934       |
| 1970  | 1 259     |
| 1980  | 1 425     |
| 1990  | 1 593     |
| 2000  | 1 495     |
| 2010  | 1 661     |
| 2020  | 1 588     |